# Rudolf (musical)
Rudolf è un musical concepito per il palcoscenico da Frank Wildhorn e Steve Cuden. Parla di Rodolfo, principe ereditario d'Austria e della sua relazione extra-coniugale con la baronessa Marie Vetsera. Apparentemente le loro morti nel casino di caccia Mayerling nel 1889 furono il risultato di un patto di omicidio-suicidio, sebbene gli storici abbiano dibattuto su questa spiegazione.
Basato sul libro A Nervous Splendor: Vienna 1888-1889 di Frederic Morton, il musical è stato sviluppato con i titoli provvisori di Vienna, Affäre Mayerling e Rudolf - The Last Kiss.
Le pressioni della monarchia sono cadute sulle spalle di Rodolfo, che è in conflitto politico e personale con il padre, l'imperatore Francesco Giuseppe, e il suo matrimonio con la principessa Stefania del Belgio sta già vacillando quando incontra e si innamora della diciassettenne baronessa. Il loro legame segreto non può sfuggire all'attenzione del primo ministro Eduard Taaffe, che spera di usare la sua conoscenza di questo legame per distruggere la carriera politica di Rodolfo.
Rappresentazioni
Rudolf ha la sua prima mondiale in una traduzione ungherese alla Operett Színház di Budapest il 26 maggio 2006. Il cast originale includeva Attila Dolhai come Rudolf, Bernadett Vágó come Mary, Tamás Földes come Taaffe, e Attila Németh come Francesco GIuseppe.
La produzione viennese si è inaugurata al Raimund Theater il 26 febbraio 2009, diretta da David Leveaux e con Drew Sarich come Rudolf, Lisa Antoni come Mary, e Uwe Kröger come Taaffe.

## Elenco delle canzoni della produzione originale ungherese
Primo Atto
- Viennese Specialties / Ez Bécs!
- Curtain Up / A város ünnepel!
- Mary's Theme / Mária dala
- The Men Who We've Become (You Never Listen) / Mért nem ért meg engem
- An Ordinary Man / Hétköznapi hõs
- Prince of Wales' Ball / A walesi herceg bálja
- Something More / Ez most más
- Finish What You've Started / Fejezze be, kérem!
- How Will I Know? / Mondd, mit tegyek?
- Fear And Desire / Kétség és ábránd
- The Tra-La-La Ice Skating Song / Trallalla-dal
- The Moment I Saw You / Kettõnk közt nemrég
- A Better Life / A nemzet hív
- Bird Dog / Nyulak és vérebek
- It's Only Love / Szerelem vár és semmi más ^

Secondo Atto
- The Master of the Strings / A mester és a drót
- It Will Be Me! / Nem más, mint én!
- New Boy In Town / Kiskatonám
- Measure Of A Man / Így vagyok csak én
- The Steps of Tomorrow / A holnap hídja
- Only Heroes Dare / Csakis az lesz hõs
- Maintain the State / A rend a fõ!
- The Writing's on the Wall / Ez szimpla egyszeregy
- Can I Say Goodbye? / Ez a perc úgy fáj
- A Leaf in the Wind / Akár az õszi levél
- I Was Born to Love You / Te értem születtél
- The Fourth Dimension Ball / A Negyedik dimenzió bálja
- Only Love (reprise) / Szerelem vár és semmi más (repríz)
- Viennese Specialties (reprise) / Ez Bécs! (repríz)

^ testi inglesi di Nan Knightnon (Originariamente da The Scarlet Pimpernel)

## Elenco delle canzoni della produzione austriaca
Primo Atto: 
- Ouverture - orchestra
- Vorgang auf / Curtain Up
- Wiener Schmäh / Viennese Specialties
- Wie jeder andere Mann / An Ordinary Man (short version)
- Du willst nicht hören / The Men Who We've Become (You Never Listen)- *Wiener Schmäh (reprise) / Viennese Specialties (reprise) -
- Ein Hübscher Krieg / Pretty Little War
- Mary's Lied / Mary's Theme (Mary's song)
- Der Ball / The Ball
- Marys Walzer / Mary's Waltz
- Der Ball (reprise) / The Ball (reprise)
- So viel mehr / Something More
- Die Strahlende Zukunft / Blue Skies (short version of "The Steps of Tomorrow")
- Zeit zu Handeln / Finish What You've Started
- Wohin führt mein Weg? / How Will I Know?
- Tralala / The Tra-La-La Ice Skating Song
- In dem moment als ich dich sah / The Moment I Saw You
- Vertrau in uns / Only Love (Trust in us)

Secondo Atto: 
- Die Fäden in der Hand / The Master of the Strings (I hold the strings in my hand)
- Du bleibst bei mir! / It Will Be Me!
- Wie jeder andere Mann / An Ordinary Man (long version) (like any other man)
- Wiener Schmäh (reprise) / Viennese Specialties (reprise)
- Mein süsser Held / New Boy in Town
- Mut zur tat / Measure of a Man
- Der Weg in die Zukunft / The Steps of Tomorrow
- Die Liebe lenkt / Only Heroes Dare
- Die Fuchsfalle / The Bird Dog -
- Wenn das Schicksal dich ereilt / The Writing's on the Wall -
- So viel mehr (reprise) / Something More (reprise)
- Zeit zu Handeln (reprise) / Finish What You've Started (reprise)
- Du bist meine Welt / I Was Born to Love You
- Vertrau in uns (reprise) / Only Love (reprise) (Trust in us - reprise)